# La fin est connue
Pour plus de détails, voir Fiche technique et Distribution.
La fin est connue (La fine è nota) est un film policier franco-italien réalisé par Cristina Comencini et sorti en 1993.
C'est l'adaptation d'un roman américain L'Homme de nulle part (The End is Known) de Geoffrey Holiday Hall paru en 1949. L'intrigue du roman qui se déroule dans les États-Unis d'après-guerre a pour les besoins du film été déplacée dans l'Italie des années 1980,.

## Synopsis
Un notaire de retour du travail assiste au suicide d'un inconnu qui périt en se jetant par la fenêtre de son élégant appartement romain. À la maison, sa femme Maria est bouleversée : elle lui apprend que l'homme était venu le chercher pour être défendu dans un procès imminent qui l'a vu accusé de terrorisme. Les antécédents de l'homme sont connus mais l'avocat, déterminé à découvrir la vérité, commence à enquêter par lui-même. À partir de ce moment, il déménagera à Turin, la ville où l'homme avait résidé, jusqu'aux régions reculées de la Sardaigne, la région d'origine du suicide. Passé et présent s'entremêlent de plus en plus étroitement...

## Fiche technique
Sauf indication contraire, les informations mentionnées dans cette section peuvent être confirmées par la base de données cinématographiques Unifrance,  présente dans la section « Liens externes ».
- Titre français : La fin est connue
- Titre original : La fine è nota[3]
- Réalisation : Cristina Comencini
- Scénario : Cristina Comencini, Suso Cecchi D'Amico d'après le roman L'Homme de nulle part (it) (The End Is Known) de Geoffrey Holiday Hall paru en 1949.
- Photographie : Dante Spinotti
- Montage : Nino Baragli
- Effets spéciaux : Germano Natali (it)
- Musique : Alessio Vlad (it), Claudio Capponi (it), Fiorenzo Carpi
- Décors : Paola Comencini
- Costumes : Antonella Berardi
- Production : Alain Sarde, Giovannella Zannoni
- Sociétés de production : Les Films Alain Sarde, Cineritmo, Rai 2
- Pays de production :  Italie -  France
- Langue originale : italien
- Genre : policier
- Durée : 97 minutes
- Dates de sortie : 
  - Italie : 10 février 1993

## Distribution
- Fabrizio Bentivoglio : L'avocat Bernardo Manni
- Massimo Wertmüller : Carlo Piane
- Mariangela Melato : Elena Malva
- Valérie Kaprisky : Maria Manni
- Stefano Viali : L'avocat Anselmi
- Corso Salani : Rosario
- Daria Nicolodi : L'avocate Mila
- Valeria Moriconi : Elvira Delogu
- Valeria Milillo : L'archiviste
- Carlo Cecchi : Le Cerveau (Cervello en VO)
- Marina Perzy : Mme Gerli
- Memo Dini : L'avocat Gerli
- Carmen Giardina : La secrétaire de Manni
- Vanni Fois : Flavio Marras
- Stefano Oppedisano : M. Armando
- Claudio Spadaro : M. Razzini
- Tino Petilli : M. Delogu
- Isella Orchis : La propriétaire du bar
- Eleonora Pariante : Mme Piane